# Hudeje
Hudeje so naselje v občini Trebnje.
Hudeje so gručasto naselje severno od Trebnjega na nizkem gričku sredi Lok, široke močvirnate doline po kateri teče Vejar. Na zahodni strani je Grič z njivami in redkim gozdičem, na severovzhodu nižji gozdnati Fiščak, na jugu pa široki gozdnati Majcnov hrib (354 m). Po njegovem robu je speljana cesta Gomila – Veliki Gaber ob kateri so zaselki Pri cesti, Prelog in V blatih, med cesto in Hudejami pa so vlažni travniki. Na severu je večji kompleks njiv Za gričem in V blatih ter na vzhodu V dolini, Zaborštu in Podžupi, proti Lokam pa je prst podobna barjanski črnici. Pri cesti je bila včasih zbiralnica mleka, pod vasjo pa je studenec z napajalnim koritom, ki so ga včasih uporabljali za napajanje živine.
Italijani so ob veliki noči leta 1942 požgali eno hišo z gospodarjem vred, v gozdu nad cesto pa je spomenik trem Trebanjcem, ki so jih tu zalotili okupatorji in pobili.